# Gare de Gand-Sud
La gare de Gand-Sud (en néerlandais : station Gent-Zuid) est une gare ferroviaire détruite de la ville belge de Gand. Elle est construite en 1837 entre la place du comte de Flandre (Graaf van Vlaanderenplein) et le boulevard du jardin zoologique (Dierentuinlaan), aujourd’hui Franklin Rooseveltlaan, sur l'emplacement des actuels Zuidpark et Stadsbibliotheek (bibliothèque de la ville).

## Histoire
La ligne de Malines à Ostende (actuelles lignes 53 (entre Malines et Schellebelle) et 50 (de Schellebelle à Gand) est mise en service en septembre 1837, atteignant la gare de Gand-Sud le 28 septembre de la même année. En août 1838, elle est prolongée vers Bruges et Ostende. Elle est alors la principale gare de Gand.
En 1912, la gare de Gand-Saint-Pierre est construite dans le quartier Saint-Pierre, à l’occasion de l’Exposition universelle de 1913. Cette nouvelle gare remplace la gare du Sud.
La gare est démolie en 1928, laissant un large espace vide. Dans les années 1930, cet espace est aménagé en parc et devient le Zuidpark. Après la mort du roi Albert Ier en 1934, le parc est renommé Koning Albertpark (parc Roi-Albert).

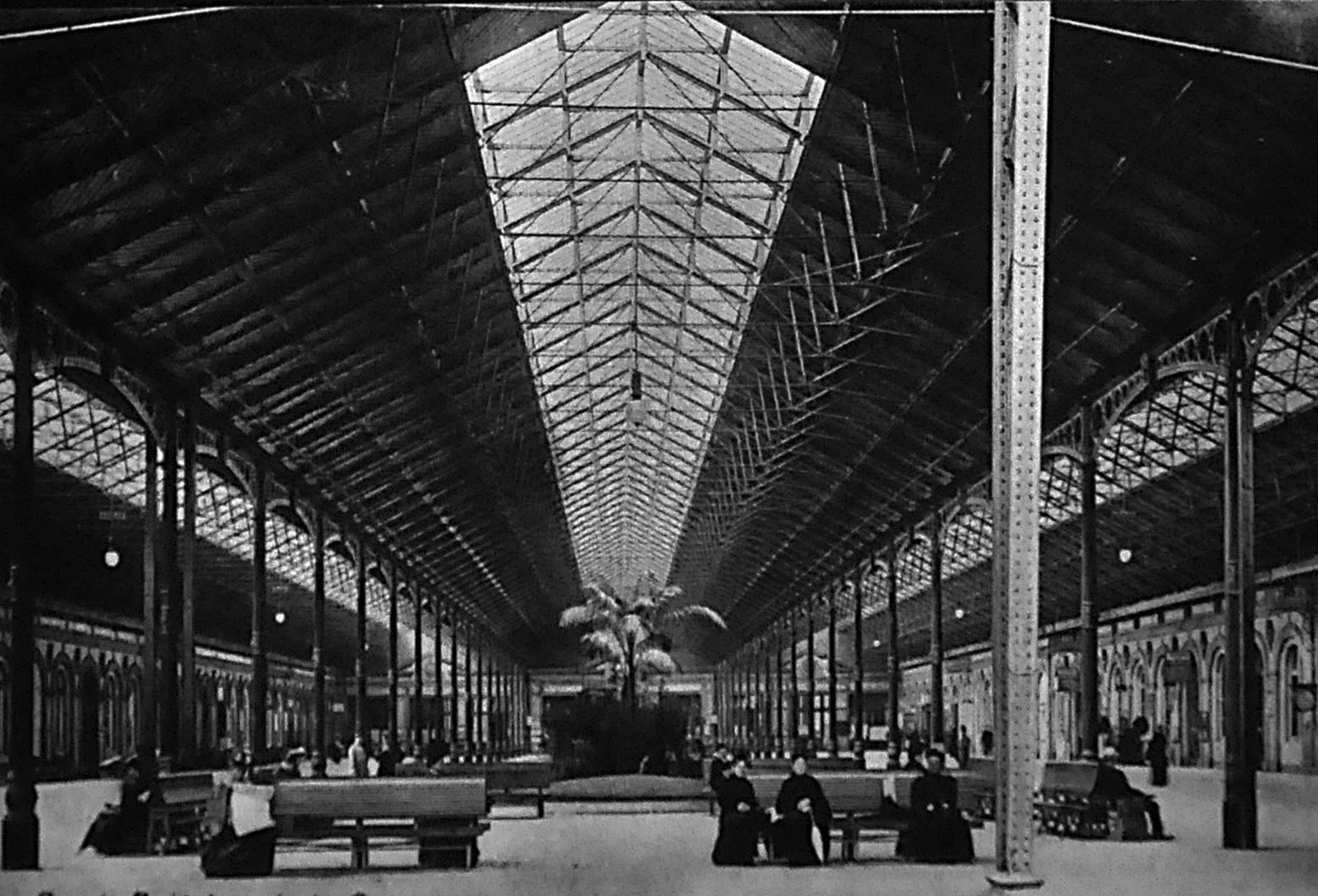
Hall métallique couvrant la salle des pas perdus.
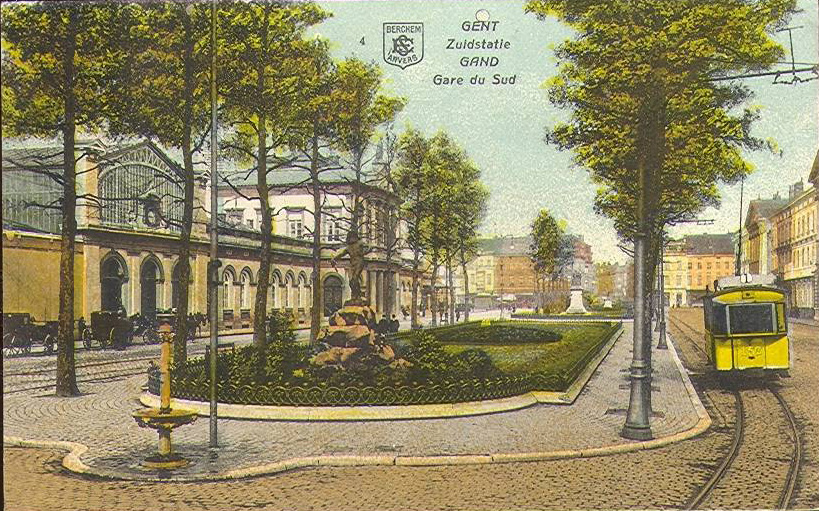
Tramway de Gand devant la gare.
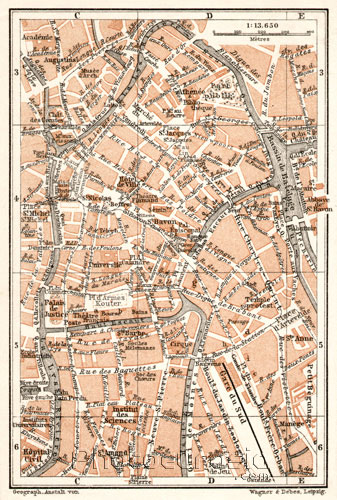
Gand-Sud visible sur une carte de 1909.